# Aldo Aureggi
Aldo Aureggi (n. 6 octombrie 1931, Roma, Regatul Italiei – d. 21 august 2020, Roma, Italia) a fost un scrimer ce a reprezentat Italia, medaliat olimpic. A participat la o ediție a Jocurilor Olimpice (1960) în care a câștigat o medalie de argint.

## Participări
Lista de mai jos prezintă principalele competiții la care a participat Aldo Aureggi de-a lungul carierei.
- fencing at the 1960 Summer Olympics – men's team foil[*]